# Giuseppe Ravizza
Giuseppe Ravizza (* 19. März 1811 in Novara; † 30. Oktober 1885 in Livorno) war ein italienischer Rechtsgelehrter und Erfinder, der die Schreibmaschine weiterentwickelte, und als erster das Farbband einsetzte, als dessen Erfinder er gilt.

## Leben
Ravizza studierte Rechtswissenschaft an der Universität Turin und arbeitete danach als Anwalt in Novara. 1837 baute er seine erste Schreibmaschine, für die er Klaviertasten verwendete. 1855 patentierte er sein Cembalo Scrivano (= „Schreibklavier“) mit 32 Tasten und präsentierte die Erfindung 1856 auf der Industrieausstellung Turin. Er verwendete dabei erstmals Typenhebel, die kreisförmig angebracht waren, aber als Schwinghebel von unten auf die Schreibwalze aufschlugen. Die Maschine war mit einem zweireihigen Tastenfeld ausgestattet, auf dem die Buchstaben in alphabetischer Ordnung angeordnet waren. Umschaltung, Wagenrückführung und Einfärbung mittels Farbband zeichneten die Modelle aus und machten sie zu Schreibmaschinen, mit denen man – laut Ravizza – dreimal so schnell schreiben konnte wie mit der Feder. Ravizza konstruierte insgesamt 17 Modelle.